# Margaret Haughery
Margaret Gaffney Haughery (1813-1882) fue una filántropa irlandesa conocida como “la madre de los huérfanos”. Fue una figura histórica querida en Nueva Orleans, Louisiana, durante el siglo XIX. Comúnmente conocida como “nuestra Margaret”, “la mujer del pan de Nueva Orleans” y “madre de los huérfanos”, dedicó su vida al cuidado y alimentación de los pobres y hambrientos, y a la fundación y construcción de orfanatos en toda la ciudad. También conocida como el "ángel del Delta", "Madre Margaret", "Margaret de Nueva Orleans", la "celebrada Margaret", "señora jefa" y "Margaret de Tully". Siendo católica, trabajó con las Hermanas de Caridad de Nueva Orleans, asociada con la Arquidiócesis de Nueva Orleans.
Abrió cuatro orfanatos en la zona de Nueva Orleans durante el siglo XIX. Años después, en los siglos XX y XXI, muchos de los asilos que fundó como refugios para huérfanos y viudas fueron transformados en hogares para ancianos.
Fue conocida durante su vida por la defensa de los desfavorecidos. Algunos la consideraron una santa en vida, digna de la canonización. Nacida en la pobreza y huérfana a corta edad, trabajó como lavandera y vendedora ambulante, aunque en el momento de su muerte era una mujer de negocios y filántropa que recibió un funeral de Estado.

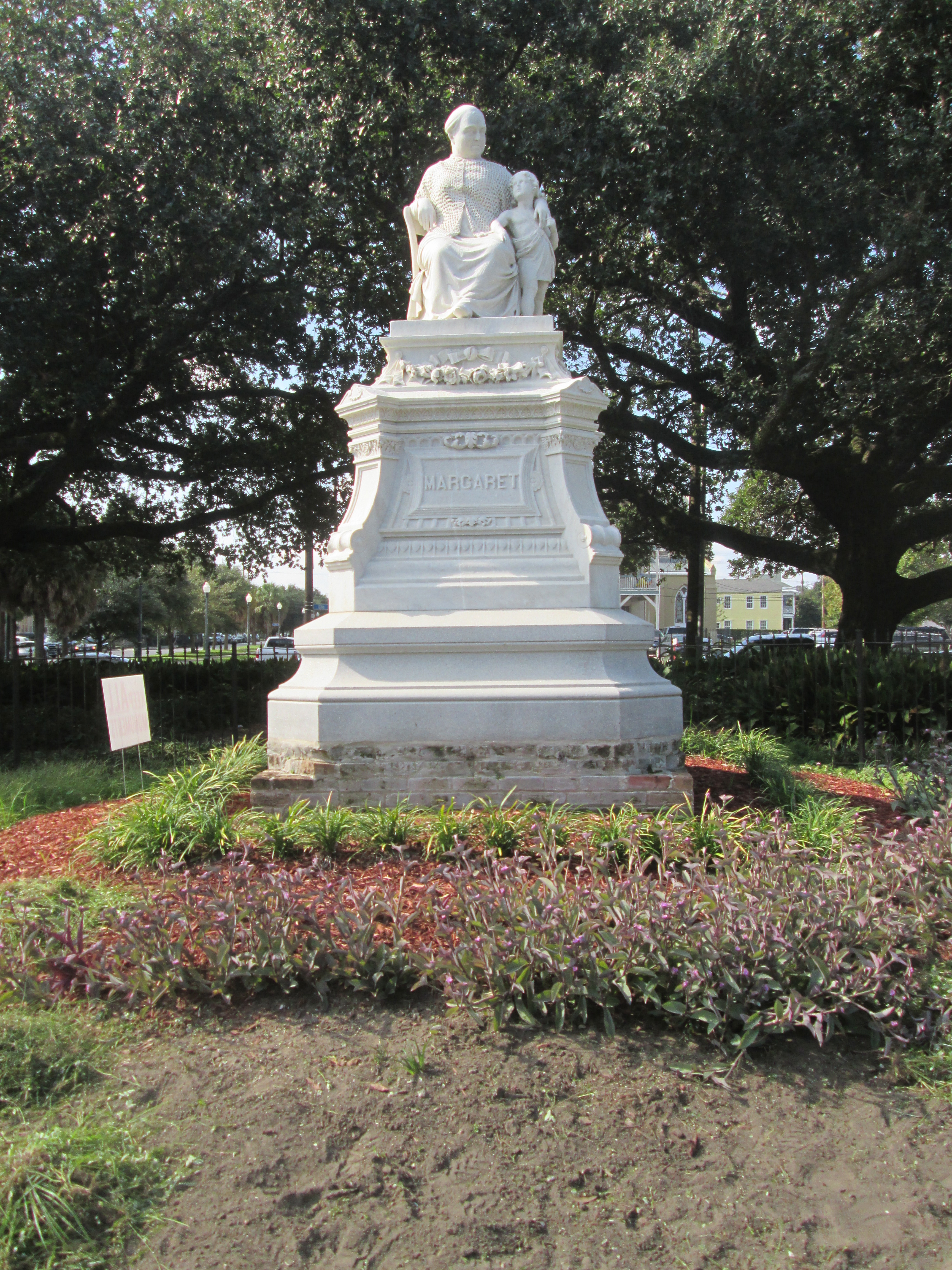
La estatua conmemorativa "Margaret" en el distrito Jardín Bajo de Nueva Orleans

## Nacimiento en Irlanda

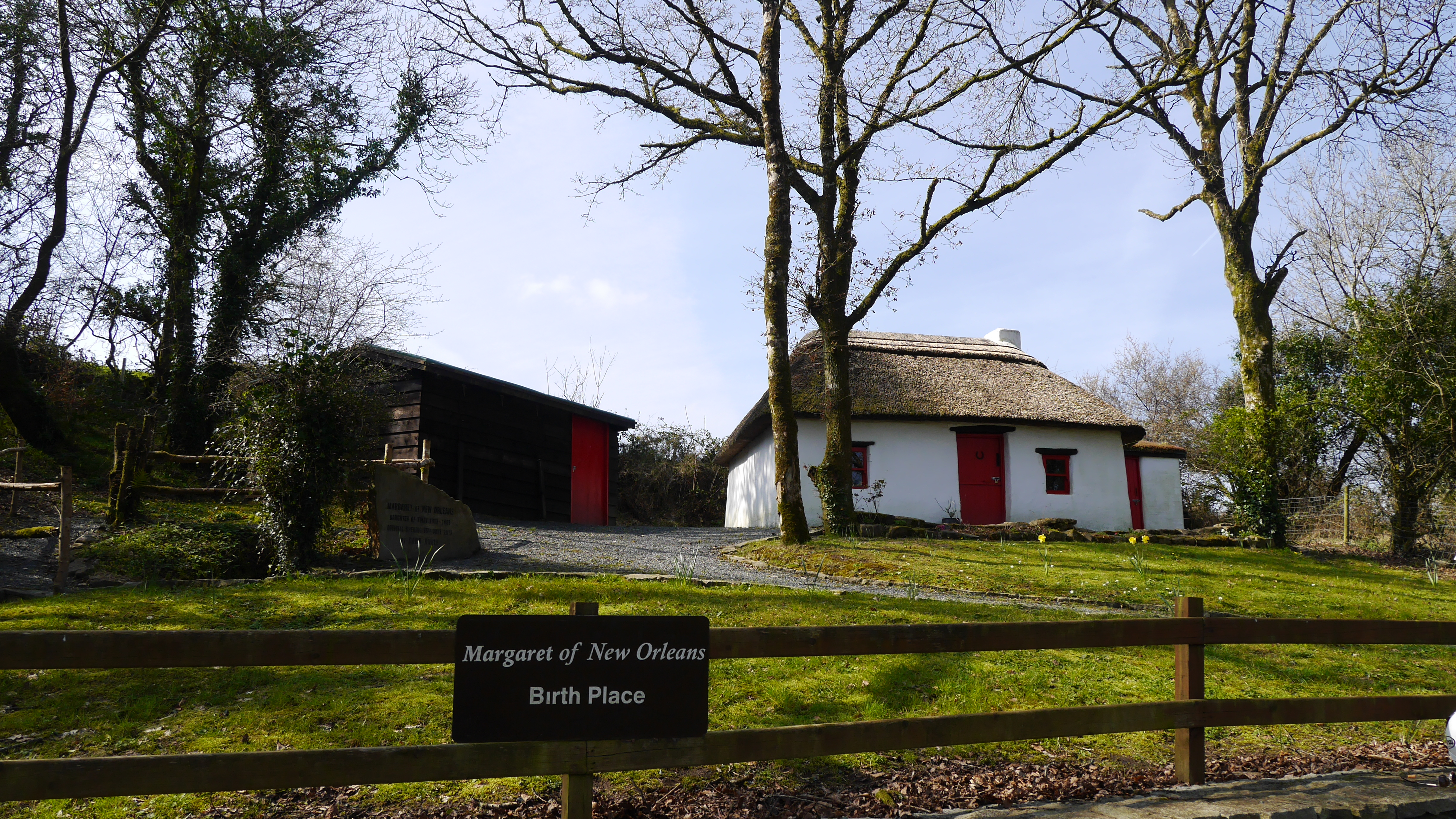
Un replica de la cabaña en que Margaret Haughery (n. Gaffney) nació.

Margaret Gaffney nació en una cabaña de piedra en Irlanda en 1813, era la quinta hija de William y Margaret O'Rourke Gaffney. Sus padres provenían de Tully del Sur, en el municipio de Carrigallen, en el condado de Leitrim. Su padre tenía una pequeña granja y pudo ser sastre.
El año 1816 fue conocido en Irlanda como "el año sin verano" y 1817 como "el año de la harina de malta". Durante 1818 hubo altos niveles de emigración debido a la sucesión de veranos húmedos seguidos por inviernos extremos. William, su esposa Margaret y tres de sus seis hijos -incluida Margaret (de cinco años), el mayor Kevin y la menor Kathleen- emigraron a Estados Unidos. Los otros tres hijos de la pareja que no viajaron quedaron temporalmente con su tío Matthew O'Rourke en Irlanda, hasta que pudieran viajar con sus padres. La despedida final fue tan angustiosa que los amigos llevaron a un lado a los niños que se quedaron en Irlanda, y antes de que la familia dividida abandonara Irlanda, se arrodillaron para recibir la bendición del cura local.

## Emigración a América
El viaje en altamar en buque de vapor duró seis meses, debido a las fuertes tormentas que ralentizaron la travesía. Los registros de viaje del barco reflejan que los pasajeros estaban desesperados por pisar tierra firme nuevamente. Las provisiones escasearon al punto de ser permitida una galleta por persona por día. Casi todo el equipaje fue destruido incluyendo el maletero de los Gaffney, en cuya tapa el padre de Margaret solía mecer a sus hijos. El barco llegó a la bahía de Chesapeake, y luego a Baltimore. Durante el largo viaje, una mujer galesa de apellido Richards trabó amistad con la familia Gaffney.
Poco tiempo después de haber desembarcado en Baltimore, Maryland, Kathleen murió. Como todos los granjeros de su época, William Gaffney tenía pocas herramientas para la vida en la ciudad. Sus oportunidades de conseguir trabajo eran limitadas. Sin embargo, se aseguró un empleo como cartero en los muelles de Baltimore, y pronto pudo enviar dinero a su cuñado O'Rourke para la manutención de sus tres hijos en Irlanda. Había logrado ahorrar casi lo suficiente para traerlos a Estados Unidos, cuando en 1822 una epidemia de fiebre amarilla azotó Baltimore, alcanzando a los padres de Margaret, que murieron con pocos días de diferencia entre sí. Están enterrados en el cementerio de San Patricio, en Baltimore. Todos sus bienes fueron quemados, como era la costumbre, para prevenir la propagación de la enfermedad, con excepción de un libro de oraciones, que fue encontrado veintisiete años después y devuelto a la familia.
Margaret, de nueve años, quedó sin hogar y sola cuando su hermano mayor Kevin desapareció y no se supo más de él. Se cree que fue hacia el oeste. La señora Richards, con quien la familia Gaffney hizo el viaje a través del mar, se enteró de la situación de Margaret. Ella había perdido a su marido, víctima de la fiebre amarilla. Acogió a Margaret en su hogar. Allí vivió algunos años, trabajando para su sustento. De hecho, debió ser poco más que una sirvienta. Margaret recibió educación no formal, y nunca aprendió a leer o escribir. Cuando tuvo edad suficiente, Margaret comenzó a trabajar como doméstica, algo común para las mujeres irlandesas en Baltimore en aquella época. 

## Matrimonio y mudanza a Nueva Orleans
El 10 de octubre de 1835, Margaret contrajo matrimonio con el irlandés Charles Haughery en la catedral de Baltimore. Con el fin de escapar del clima frío norteño, convenció a su esposo de que un cambio de clima sería beneficioso para su delicada salud. Dejaron Baltimore en el barco Hyperion y llegaron a Nueva Orleans el 20 de noviembre de 1835. Como otros lugareños de aquel entonces, la joven familia padeció las epidemias de fiebre amarilla y cólera. Por un tiempo, la salud de Charles mejoró levemente, pero su expectativa de vida era corta y los médicos le aconsejaron viajar por mar. 
Charles decidió ir a Irlanda, su tierra natal. El viaje se retrasó por varios meses, en espera del nacimiento de la primera hija del matrimonio a la que llamaron Frances. Eventualmente, Charles viajó pero luego de algunos meses Margaret recibió la noticia de su fallecimiento, acontecido poco después de alcanzar tierra. Pocos meses después, Frances se enfermó de gravedad y murió. Esta era la segunda vez que la familia de Margaret era diezmada, cuando solo contaba con 23 años. Como ella misma dijo: «¡Dios mío! Has roto todos los lazos: me has despojado de todo. De nuevo estoy completamente sola.»
En aquel tiempo, la ciudad estaba dividida en tres municipios: el primero compuesto por el Barrio Francés y Faubourg Tremé, el segundo era el Barrio Alto (referido a las áreas pobladas río arriba desde la calle Canal) y el tercero era el Barrio Bajo (el resto de la ciudad, desde la avenida Esplanada río abajo).
A pesar de sus tragedias, o gracias a ellas, Margaret decidió hacer algo en su vida para mejorar la situación de las viudas y los huérfanos, algo que ella comprendía muy bien. Las Hermanas de la Caridad, bajo la guía de la Hermana Regis Barret, regentaban el orfanato Poydras, creado por Jullien de Lallande Poydras. Margaret donaba su dinero excedente que ganaba como lavandera en el hotel San Carlos a los huérfanos. Eventualmente, dejó su empleo en el hotel para trabajar para las Hermanas como directora del orfanato. Cuando se quedaban sin comida,  la compraba con su propio dinero. La construcción del orfanato para niñas de las Hermanas de la Caridad, en 1840, fue financiado por el trabajo de Haughery.

## Mujer de negocios
Durante la epidemia de fiebre amarilla que asoló Nueva Orleans en la década de 1850, Margaret fue de casa en casa, sin importar color de piel o credo, cuidando a las víctimas y consolando a las madres moribundas con la promesa de cuidar de sus pequeños. Finalmente, contribuyó a la apertura del orfanato Santa Teresa, en la calle Camp. La iglesia de Santa Teresa también fue prácticamente construida por Margaret, conjuntamente con la Hermana Regis. 
Con el dinero que ahorró, Haughery compró dos vacas para tener leche para los niños. Compró un pequeño carro lechero y se dedicó a vender la leche sobrante en la Vieux Carré (Barrio Francés). Pronto abrió una lechería con diecinueve vacas, negocio que prosperó y se expandió. Amplió su mercadería y comenzó a vender crema y manteca. En dos años, tenía cuarenta vacas y un negocio rentable. Se hizo conocida entre todas las clases sociales como una negociante que vendía sus productos en un carro. También financió el Asilo Infantil de San Vicente de Paul en las calles Race y Magazine, que se inauguró en 1862.
Aunque Margaret abastecía a los huérfanos, alimentaba a los pobres y donaba generosamente a la caridad, sus ingresos aumentaban de forma continuada. Su determinación y dedicación al cuidado de los huérfanos la llevó a trabajar en una panadería. Más adelante prestó dinero a un panadero, pero pronto descubrió que el negocio del señor d'Aquin estaba al borde de la quiebra. Entonces se convirtió en la principal accionista del negocio, ya que se dio cuenta de que el único modo de recuperar su dinero era tomar el control de la panadería y manejarla.
Conocida simplemente como La Panadería de Margaret, el negocio tuvo éxito rápidamente, y es allí donde se generó la mayor parte de su fortuna. Por años continuó haciendo su ronda de venta en su carro panadero, en reemplazo del carro lechero. Proveía al mercado local y su producción se exportaba. Todos los asilos en Nueva Orleans se abastecían con su pan a un precio tan bajo que era prácticamente gratuito. Las mejoras a la panadería eran siempre prioritarias. Fue la primera panadería en usar hornos a vapor en el sur, empleando a muchas personas. El local situado en la calle New Levée era tan exitoso que la destrucción ocasionada por la Guerra Civil en el sur ni siquiera lo afectó.
A pesar de su contribución monetaria a favor de huérfanos, pobres y caridad, sus ingresos crecieron enormemente y la panadería de Margaret se volvió famosa. La primera panadería con hornos a vapor fue Margaret Haughery y Compañía. Allí se vendía "el pan de Margaret" y ella fue conocida como "la mujer del pan de Nueva Orleans". También fue la dueña de una popular tienda en la ciudad llamada "Fábrica de galletas Klotz", asociada con la panadería Klotz.
Los borrachos y mendigos de la ciudad solían reunirse en la calle Lavée. Margaret no les daba la espalda. Siempre les daba una hogaza de pan partida a la mitad, para que no pudieran venderla para comprar alcohol.

## Guerra civil
La Guerra Civil impactó profundamente en Nueva Orleans e incrementó de forma notable el número de huérfanos y personas necesitadas. Haughery se esforzó por suavizar los reveses ayudando a quienes más sufrían la escasez de comida en tiempos de guerra. Para los ciudadanos hambrientos de la ocupada Nueva Orleans, donó vagones repletos de pan y harina, frescos de su panadería.
Cuando, en 1862, el ejército de la Unión ocupó Nueva Orleans e impuso ley marcial, el general y comandante de la Unión Benjamin Franklin Butler levantó fronteras y determinó toque de queda. Nadie tenía autorización de traspasar estas barreras o violar el toque de queda. Margaret continuó distribuyendo comida y leche a los necesitados ignorando estas limitaciones. El general Butler le advirtió que respete las fronteras y el toque de queda, caso contrario sería fusilada o colgada. Margaret le preguntó si era la voluntad del presidente Abraham Lincoln desahuciar a los pobres. Butler respondió: "No puede atravesar los piquetes sin mi autorización, ¿entendido?". "Entendido", dijo Margaret. A lo que Butler replicó: "Tiene mi autorización".
Durante la Reconstrucción, ella apoyó los esfuerzos de la Unión por mantener la paz en Louisiana, como fue evidente por la espada ceremonial que donó al General C. Colon Augur, hoy en día parte de la colección del Museo del Estado de Louisiana. 

## Vida en Nueva Orleans

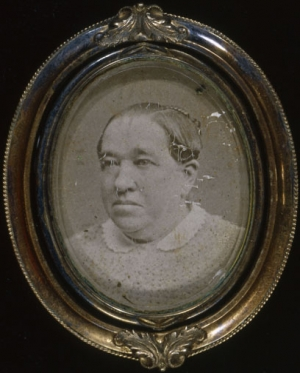
Fotorretrato en sus últimos años

Después de la Guerra Civil, durante el período de Reconstrucción, ganó suficiente dinero para construir una gran fábrica con hornos a vapor para cocinar pan. En este punto, todos en la ciudad la conocían. Los niños la amaban; los negociantes estaban orgullosos de ella; los pobres acudían en busca de su consejo. Solía sentarse en la puerta de su oficina, vistiendo un vestido de percal y un pequeño chal, y le daba una palabra buena a todos, ricos o pobres. Mujeres bien vestidas, banqueros y comerciantes buscaban su consejo.
Sentada en la entrada de la panadería, en el corazón de la ciudad, se convirtió en parte integral de la vida de ésta, porque, además de los pobres que acudían a ella continuamente, la consultaban personas de todos los rangos sobre asuntos de negocios, siendo proverbial su sabiduría. "Nuestra Margaret", así la llamaba la gente de Nueva Orleans. Los lugareños decían que era masculina por su coraje y energía, pero dotada con los modales más amables y suaves.
Cuando la irlandesa Margaret desembarcó por primera vez en una Nueva Orleans anterior a la guerra, durante el boom del comercio de algodón, ella y los otros inmigrantes irlandeses buscaban trabajo y oportunidad en Louisiana. La ciudad de los contrastes fue apodada la ciudad de la fiebre y la fortuna, un puerto de pestilencia y prosperidad. Escapando del trabajo en los muelles, los trabajadores varones irlandeses aceptaron trabajos que los esclavos no hacían por considerárselos demasiado valiosos para hacer, como excavadores de canales, constructores de diques y obreros tendiendo vías a través de pantanos. Durante la construcción del canal New Basin (canal de envíos), los irlandeses aceptaban el peligroso y demoledor trabajo por $1 por día. Aunque no hay registros oficiales, se estima que alrededor de 20.000 trabajadores murieron en el proyecto, la mayoría enterrados in situ, dejando atrás muchas viudas y huérfanos. La población irlandesa, pobre y viviendo en casuchas, era particularmente susceptible a las epidemias que azotaban a la ciudad. La Gran Hambruna de Irlanda alcanzó su punto máximo y los que huían de allí encontraron un pasaje barato a la ciudad portuaria de Nueva Orleans. Los inmigrantes irlandeses se sintieron atraídos por las tradiciones católicas de Luisiana, establecidas por primera vez cuando Francia y España gobernaban el territorio, antes de la compra de Luisiana. Para 1860, el 14 % de la población de Nueva Orleans era irlandesa. La ciudad era el hogar de un tercio de la población irlandesa del país. Las mujeres eran un único grupo inmigrante femenino, vulnerables a los estereotipos étnicos y culturales, puesto que las mujeres solteras con frecuencia viajaban y vivían juntas en grupo, algo atípico para las mujeres sureñas.
Durante el peligroso aunque fructífero tiempo que Margaret vivió en Nueva Orleans, la epidemia de fiebre amarilla supuso una amenaza constante; durante un único período de tres años, entre 1853 y 1855, la enfermedad viral mató a 13.000 personas. Margaret también enfrentó y sobrevivió al huracán Last Island de 1856 y la rotura del dique del río Misisipi en 1849, la peor inundación que ha visto la ciudad. La inundación de Sauvé's Crevasse dejó a 12.000 personas sin hogar.

## Orfanatos construidos
Algunos de los orfanatos que la "madre de los huérfanos" construyó fueron el Asilo de Huérfanos Santa Elizabeth, en la avenida Napoleón; la Casa Louise en calle Clio para niñas; el Asilo para Infantes San Vicente (en las calles Race y Magazine); y un asilo e iglesia en la calle Erato que luego fue la iglesia Santa Teresa de Ávila. Ofreció donaciones a la Casa Episcopal Protestante, y contribuyó a la caridad judía en Nueva Orleans. En su testamento dejó como beneficiarios al Asilo de Huérfanos Protestante de la calle Séptima, el Asilo de Huérfanos Protestante Alemán, El Asilo de Huérfanos Católico Alemán, el Asilo de Viudas y Huérfanos Judío, y las Hijas de la Caridad de San Vicente de Paúl, entre otros.
Las Hermanas de la Caridad se retiraron de la calle Poydras al final de 1836 y se mudaron a un nuevo lugar en la calle Nueva Levée, a la que se consideraba una casa encantada. Estuvo vacía por muchos años y en un muy mal estado. De acuerdo a los registros, fue el primer asilo católico para huérfanos en Nueva Orleans. La intención de Haughery era ayudar a las Hermanas a establecerse; aunque aquí es donde ella encontró su verdadera vocación. Demostró poseer una gran energía y perspicacia para los negocios, y se la nombró gerente de la institución. Confundió a todos al demostrar que este lugar era habitable, a ninguno más que el propietario que puso el edificio a la venta rápidamente. Entonces, luego de dos años, estaban nuevamente buscando un hogar.
Margaret supo de una casa en una plantación desierta no muy lejos, y logró persuadir al dueño de dárselas sin pagar alquiler. Logró cumplir su deseo de sacar a los niños de la ciudad y establecerlos en las afueras de Louisiana. Se les enseñó a leer y escribir, además de coser; se les dio preparación general para insertarse exitosamente en el mundo.
La gran ambición de Margaret Haughery fue proveer a los huérfanos de un hogar permanente, y en 1840 se comenzó a trabajar en la construcción del Asilo Santa Teresa, en la calle Camp. El lugar fue donado por F. Saulet. La mayor parte del proyecto fue financiado por Margaret, además de otros que dieron donaciones como resultado de su persuasión. Sin embargo, le llevó diez años liquidar las deudas, al tiempo que continuó manteniendo el asilo de huérfanos en la plantación.
A mediados del siglo XIX, la fiebre amarilla atacó otra vez, asolando Nueva Orleans. La epidemia de 1853 dejó cientos de huérfanos sin hogar. visitó los hogares de enfermos protestantes, católicos y judíos, blancos y negros por igual, los criollos de Louisiana, "estadounidenses" e inmigrantes de Nueva Orleans. Tantos eran los huérfanos que encontró que se embarcó en un nuevo proyecto en la forma de (como ella lo llamaba) una casa de bebés. Todas sus ganancias iban a este nuevo emprendimiento, que rápidamente se transformó en el imponente Asilo para Infantes San Vicente, en las calles Race y Magazine, que abrió en 1862. Le llevó 16 años saldar las deudas, una carga que recayó principalmente en ella.
Durante las décadas de 1850 y 1860 abrieron otros hogares, incluyendo el Hogar Louise para chicas trabajadoras en el 1404 de la calle Clio, y la Casa de Industria Santa Elizabeth en el 1314 de la calle Napoleón. Durante la epidemia de fiebre amarilla en Nueva Orleans, visitó las casas de los enfermos y los moribundos, sin distinguir color de piel ni credo, ayudando a las víctimas y consolando a las madres moribundas con la promesa de cuidar de sus hijos. 
Se estima que el monto que Margaret Haughery destinó a la caridad, de una forma u otra, ronda los $600.000.

## Vestimenta
A pesar de las vastas sumas de dinero a su disposición, gastó poco en sí misma, y se sabe que nunca tuvo más de dos vestidos: uno para el uso cotidiano, y para ocasiones especiales otro de seda, y un manto. En todo momento usaba un sombrero cuáquero, que se convirtió en su emblema.

## Enfermedad y muerte
A los 69 años, contrajo una enfermedad incurable, cuya naturaleza no fue registrada. Permaneció varios mese al cuidado de sus amigas, las Hermanas de la Caridad. Personas de todas las clases sociales y denominaciones la visitaron en su última enfermedad. La aristocracia de Nueva Orleans se arrodilló a su lado. El papa Pío IX le dio su bendición y un crucifijo, que fue llevado a ella por el padre Hubert Thirion, un joven sacerdote francés de Louisiana.
Margaret Haughery murió el 9 de febrero de 1882. Su cuerpo fue llevado al Asilo de Infantes San Vicente, donde fue embalsamado y velado. El funeral tuvo lugar a la mañana del siguiente sábado. Su muerte fue anunciada en los diarios con columnas bloqueadas como una calamidad pública, y los periódicos fueron bordeados en negro para remarcar su muerte. Su obituario fue publicado en la primera plana del diario The Times-Picayune, el principal periódico de la ciudad.

## Funeral de Estado
El cortejo fúnebre en el asilo incluyó 12 sacerdotes, encabezado por el arzobispo Napoléon-Joseph Perché (tercer Arzobispo de Nueva Orleans). El alcalde Benjamin Flanders dirigió la procesión fúnebre, y dos Gobernadores Tenientes de Louisiana cargaron el féretro, George L. Walton y W.A. Robertson. Cientos de personas, incluyendo importantes políticos, hombres de negocios y miembros del clero, asistieron a su funeral.
Huérfanos de todos los asilos de la ciudad estuvieron presentes, negros y blancos, junto a la histórica brigada de incendios de Mississippi (de la que ella era miembro honorario) y monjas de numerosas órdenes, así como amigos cercanos y admiradores. Las calles, veredas, balcones y ventanas estaban llenas de dolientes. Entre ellos había tres generales, clérigos de todas las denominaciones, y representantes de la ciudad. El cortejo pasó por la Bolsa de Nueva Orleans al mediodía. Los miembros suspendieron los procedimientos, abandonaron la sala y bajaron a la acera. La Iglesia de San Patricio de Nueva Orleans estaba tan abarrotada que los portadores del féretro tuvieron grandes dificultades para hacer pasar los restos por el pasillo central.
La misa de réquiem fue celebrada por el monseñor Allen, y el arzobispo Perché leyó las plegarias luego de la misa. El amigo de Margaret, padre Hubert, dio un sermón. Margaret fue enterrada en el cementerio San Luis Número 2, con su gran amiga la Hermana Francis Regis, la Hermana de la Caridad que murió en 1862 y con quien Margaret cooperó en los inicios de su trabajo por los pobres.
El testamento de Haughery fue presentado para su legalización el siguiente lunes. En él, edejó todos sus bienes para caridad, sin distinción de religión, para viudas, huérfanos y ancianos. Dejó toda su fortuna para caridad con excepción de la panadería, que le legó a su hijo adoptivo, Bernard Klotz. Cuando se leyó su testamento, se supo que, aun con todas sus donaciones, había ahorrado una gran cantidad de dinero, y dejó cada centavo de él a los diferentes asilos de huérfanos de la ciudad; a cada uno se les dio algo. No había diferencia si los orfanatos eran para niños blancos o negros, judíos, católicos o protestantes; Margaret siempre decía que "todos eran igualmente huérfanos". Su testamento fue firmado con una cruz en lugar de un nombre, ya que nunca aprendió a leer o escribir. Su firma era un fuerte recordatorio de sus orígenes humildes, su gran éxito en los negocios y una huella de humanidad, a pesar de su inhabilidad para leer o escribir.

## La estatua de Margaret

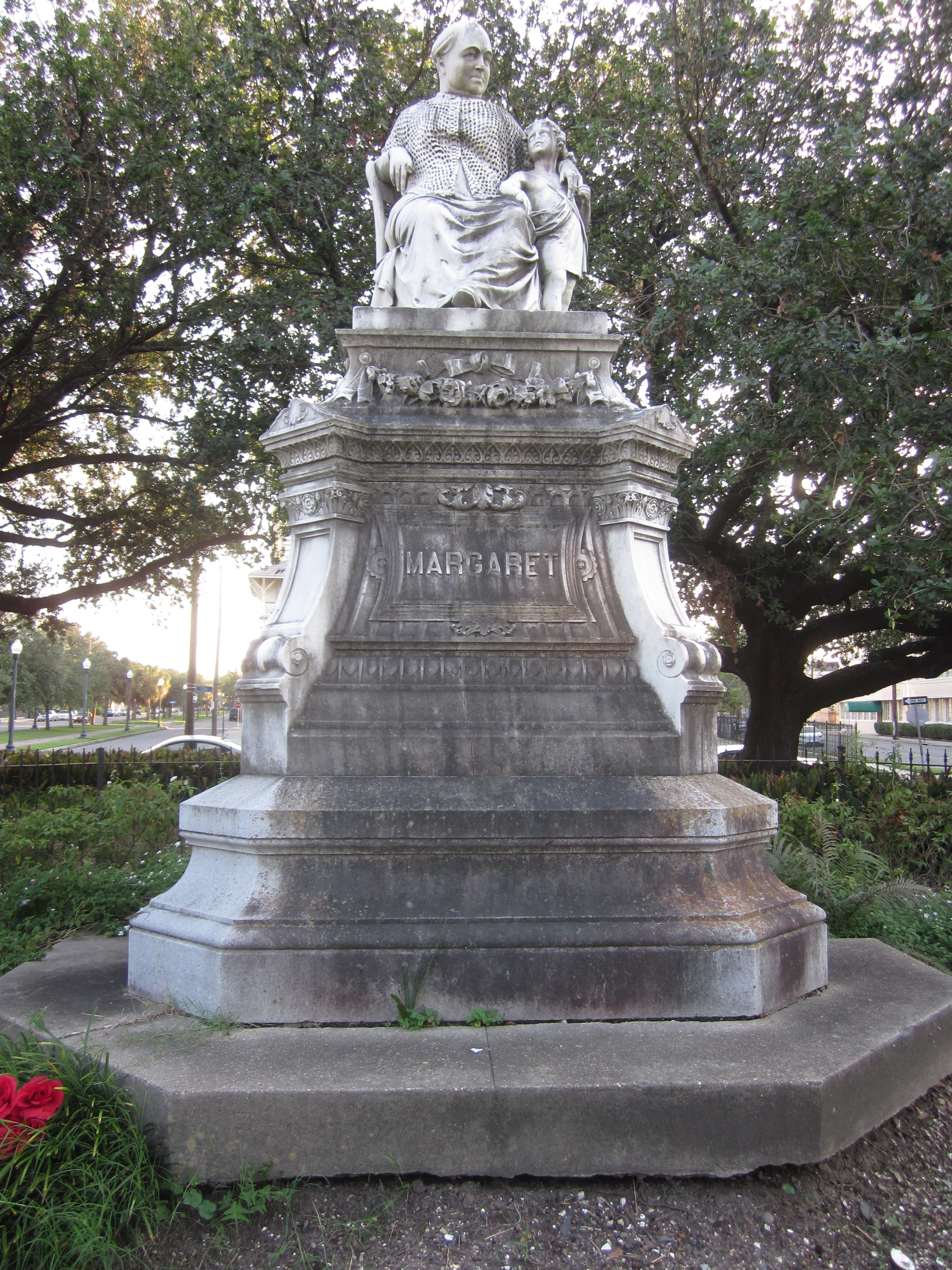
Estatua "Margaret", Nueva Orleans

La gente de Nueva Orleans dijo: "Ella era una madre para los huérfanos; era una amiga para quienes no tenían amigos; su sabiduría era mayor que la que brindan las escuelas; no dejaremos que su memoria nos abandone". Así surgió espontáneamente la idea de erigir un monumento público a Margaret.
Casi inmediatamente, se organizó un comité para supervisar la creación de una estatua en honor de Margaret. Se compró un espacio entre las calles Camp, Prytania y Clio. El escultor elegido fue Alexander Doyle. La estatua se basó en viejas fotografías, y primero fue moldeada en arcilla. Luego se la envió a Italia donde fue reproducida en mármol de Carrara. La estatua fue devuelta a Nueva York desde Italia después de cierto tiempo, pero fue rechazada, aduciendo imperfecciones en el mármol. El escultor inmediatamente se procuró otro bloque y aseguró a la comisión que una estatua perfecta, igual al modelo, sería enviada a Nueva Orleans en mayo de 1884.
El monumento fue descubierto el 9 de julio de 1884, dos años después de su muerte, por niños de cada orfanato de la ciudad. El exgobernador Francis T. Nicholls dio un discurso, estando presentes las señoras comisionadas, el comité ejecutivo, el alcalde de Nueva Orleans J. Valsin Guillotte, miembros del concejo de la ciudad y muchos más. La estatua costó $6.000, suma reunida en monedas de cinco y diez centavos - "No se aceptarán grandes sumas". La estatua presenta una sola palabra, su nombre, Margaret. Fue esculpida con la intención de recordar cómo era ella, sentada en la puerta de su oficina, o manejando su pequeño carro.
El nombre oficial del pequeño parque en que se erigió la estatua de Margaret es "El lugar de Margaret". Frecuentemente se ha dicho que este es el primer monumento erigido en memoria de una mujer en los Estados Unidos. Es la estatua de una mujer, sentada en una silla baja, con sus brazos alrededor de un niño, que se reclina sobre ella. Viste unos toscos zapatos, un vestido simple de algodón, con su eterno chal alrededor de sus hombros, y un sombrero; es robusta y baja, y su rostro, de quijada cuadrada, es típicamente irlandés; pero sus ojos te miran como los de tu madre.
El pequeño parque está donde se unen las calles Camp y Prytania, en Nueva Orleans. La conmovedora y querida estatua de una mujer de mediana edad sentada en una silla cerca de un niño lleva una placa con una sola palabra: "Margaret".
En su momento, se pensó que la estatua de Margaret era la primera en ser erigida en Estados Unidos en honor de una mujer. Como se publicó en una editorial de un importante periódico de Nueva Orleans, "ella era la más merecida eminencia, la más justamente famosa, de todas las mujeres de Nueva Orleans, de nuestra generación o de cualquier otra, en toda la historia de nuestra ciudad".
Muchos siguen viendo la escultura de Margaret como la primera estatua estadounidense de una mujer notable. Oficialmente, es el segundo monumento estadounidense en honor a una mujer, siendo el primero hecho en honor a Hannah Dustin en 1879 (quien en 1697 mató a nueve de sus captores indígenas dormidos y escapó), antecediendo al monumento a Margaret por cinco años; fue emplazado en la propiedad privada de su familia. De todas maneras, el monumento a Margaret es la primera estatua públicamente erigida de una mujer en los Estados Unidos, el primer monumento a una filántropa estadounidense, y el único conocido de una panadera.

## Interés renovado en Margaret
Un grupo irlandés llamado "Comité de Margaret de Nueva Orleans" está reconstruyendo la cabaña donde nació Margaret en Irlanda, usando piedra original. El objetivo de este grupo es crear consciencia sobre Margaret y el trabajo de su vida.
Un documental sobre la heroína irlandesa-estadounidense está actualmente en producción: ¿Quién es Margaret Haughery, y por qué no sabes quién es? Tendrá entrevistas con historiadores, incluyendo el autor de su biografía editada en 1996: Margaret: amiga de los huérfanos, Mary Lou Widmer. La introducción del documental fue hecha por la exembajadora de Estados Unidos en el Vaticano, Corinne Claiborne "Lindy" Boggs.
En 2009 la Compañía de Teatro Joven de Leitrim, Carrigallen, Irlanda, representó la primera obra teatral conocida sobre la vida de Margaret. La obra "Nuestra historia de Margaret de Nueva Orleans" contó con música y canciones originales.
El Museo de Arte Sureño Ogden obtuvo un retrato original de Margaret, pintado por Jacques Amans.

## Otros
Con respecto a los tres hermanos mayores de Margaret que quedaron en Irlanda (Thomas, Mary y Annie) cuando la familia Gaffney emigró a Estados Unidos en 1819: durante el resto de la vida de tragedia y triunfo de Margaret, de servicio y caridad a los demás, a los huérfanos y las viudas en particular, solo se reunió con los hermanos que le quedaban en suelo extranjero una vez, cuando el hermano mayor Thomas la visitó en Nueva Orleans en 1857.
Aunque en un principio fue enterrada en el cementerio San Luis Nro 2 con la Hermana Regis, la tumba común de las Hermanas de la Caridad fue luego movida a una bóveda de mausoleo de alrededor de 1971 en el cementerio San Luis Número 3, ubicada en la avenida Esplanade en Nueva Orleans. Margaret, junto con su querida amiga Hermana Regis y cada una de las Hermanas de la Caridad que murió antes de 1914, son mencionadas en dos placas; el lugar donde descansan los restos de Margaret en el Mausoleo San Luis es una bóveda sin señalizar numerada como 18A, ubicada en el pasillo María Magdalena.
El arzobispo Perché, de Nueva Orleans, en su elogia a Margaret dijo: "Ya se me ha preguntado si Margaret Haughery, quien vivió y trabajó tanto y tan bien entre nosotros, era santa. No me corresponde pronunciarme al respeto. Pero, si se preguntan a sí mismos lo mismo, hermanos, podrían hallar una respuesta similar a aquella que un niño pequeño dio a una hermana en nuestra escuela dominical, cuando se pidió que alguien definiera a un santo. "Pienso", dijo el niño, recordando las figuras en los vitrales de las ventanas, "que un santo es alguien que deja que la luz brille a través de sí".